# Quiridi
Un quiridi és una extremitat pentadàctila dels vertebrats, que pot presentar moltes modificacions segons la seva adaptació al medi.
El quiridi típic comprèn l'extremitat anterior, amb l'húmer, el cúbit, el radi i els ossos carpians i metacarpians, i l'extremitat inferior, amb el fèmur, la tíbia, el peroné i els ossos tarsians i metatarsians. Paleontològicament, el quiridi sembla procedir de les aletes dels peixos crossopterigis ripidistis.